# Fotografia infraroja
La fotografia infraroja o tècnica fotogràfica infraroja, és aquella que ens permet fotografiar un dels espectres lluminosos compresos entre 700 i 1.200 nanòmetres, invisibles per l'ull humà. Les seves aplicacions poden ser artístiques o científiques.

## Tècnica
La fotografia infraroja requereix una font de radiació infraroja. Tot cos calent emet radiació en la gama de l'infraroig. L'equip fotogràfic pot consistir en una càmera rèflex convencional acompanyada de filtres i de pel·lícula sensible a aquesta longitud d'ona. La part de l'espectre utilitzada s'anomena infraroig proper per distingir-la de l'infraroig llunyà, que és el domini de la imatge tèrmica.

### Filtres
Els filtres infrarojos tenen com a objectiu excloure la radiació ultraviolada i la totalitat o gran part de l'espectre visible, deixant passar a través de l'objectiu de la càmera únicament l'espectre infraroig. Sense un filtre d'infraroig, la pel·lícula absorbiria tot l'espectre deixant el negatiu inservible.
Al mercat es poden trobar diferents tipus de filtres infrarojos, atenent a les necessitats de cada cas. Essencialment difereixen en la quantitat d'espectre infraroig que permeten passar. A major quantitat d'espectre infraroig, major accentuació de l'efecte a la pel·lícula. De les marques més populars que comercialitzen aquests filtres destaquen Hoya, Tiffen i Kodak.

### Pel·lícula infraroja
A diferència de les pel·lícules convencionals que es troben en qualsevol establiment, les infraroges estan sensibilitzades per treballar en les longituds d'ona compreses entre els 700 i els 1.300 nanòmetres. Aquestes pel·lícules estan tractades especialment per tal que reaccionin químicament a aquestes ones. Les pel·lícules Kodak Infrared, com per exemple la HIE (pel·lícula en blanc i negre) o la EIR (pel·lícula diapositiva en color), són algunes de les pel·lícules infraroges més conegudes. També existeix una gamma de pel·lícules que simulen l'efecte amb l'ajuda de filtres, com per exemple la pel·lícula Ilford sfx 200 en blanc i negre. Algunes d'elles donen com a resultat un color fals, d'altres, estranys tons en blanc i negre.

## Ús de la fotografia infraroja
Els inicis de la fotografia infraroja es remunten a la creació d'un sistema militar per detectar camuflatges. Avui dia, les seves aplicacions s'han estès en àrees molt diverses, com ara la científica o l'artística.

### Fotografia científica
En l'àmbit científic, la fotografia infraroja s'usa sobretot entre astrònoms. Gairebé un 90% de la materia de què es compon l'univers no és observable en l'espectre lluminós que capta l'ull humà, ja que moltes zones de l'espai no irradien aquest tipus d'ona. Existeixen zones, com per exemple grans regions de pols còsmica, que només permeten el pas a la radiació infraroja. Gràcies a telescopis com l'IRTS s'han pogut conèixer zones de l'univers que d'altra manera romandrien inexplorades.
En medicina també s'utilitza la fotografia infraroja com a mitjà de diagnosi de certs tipus de càncer de mama, a través de la detecció de temperatures anormals a la pell.

### Fotografia artística
A causa de la peculiaritat de les tonalitats que s'aconsegueixen amb les fotografies infraroges, molts artistes com ara Pedro Fernández Aguado, Lindsay Garret, Seth Mayer, Donald Aaby, Sergio Cardenas i Simon Mardsden han aconseguit crear mons fantasmagòrics i surrealistes.

## Actualitat
Amb l'aparició de la fotografia digital, les tècniques clàssiques d'infraroig han anat perdent terreny. Actualment, l'experimentació amb l'infraroig en càmeres fotogràfiques digitals consisteix en desposseir-les del filtre "hot mirror" que les protegeix de la radiació.